# Radiogrammitis moorei
Radiogrammitis moorei är en stensöteväxtart som beskrevs av Barbara S. Parris och Ralf Knapp. Radiogrammitis moorei ingår i släktet Radiogrammitis och familjen Polypodiaceae. Inga underarter finns listade.